# 麻生幾
麻生 幾（あそう いく、1960年 - ）は、日本の小説家。海上保安庁政策アドバイザーも歴任した。

## 略歴
1960年、大阪府生まれ。『週刊文春』の事件記者として活動していた1996年、日本政府の危機管理システムの欠陥を描いたノンフィクション『情報、官邸に達せず』を発表する（前年に阪神・淡路大震災が起きている）。翌1997年、江陵浸透事件を基にした「北朝鮮潜水艦敦賀湾に漂着す」を『文藝春秋』に発表する。これを基に初のフィクションとなる『宣戦布告』を執筆し、映画化もされた。
本名非公開の覆面作家として知られ、メディアへの露出を避け、『北海道新聞』や『スポーツ報知』など紙メディアに限り、サングラス着用の顔写真を公開してきたが、2015年9月25日にBS日本で放送された『深層NEWS』にて、メディアの前で初めて素顔で出演した。その後、素顔での露出も増えている。
安全保障やインテリジェンス分野を中心に執筆しており、外事警察やSATのほか、スカイマーシャルなどの取材に定評がある。国交省、自衛隊、警察、内閣危機管理センターの知られざる戦いを描いた『前へ！－東日本大震災と戦った無名戦士たちの記録』などのノンフィクション作品も発表し、圧倒的な取材力は他の追随を許さないと評される。
六角弘（本名：佐々木弘。元週刊文春記者でジャーナリスト）主宰の「六角マスコミ塾」講師である。

## 著作
- 『情報、官邸に達せず』 （文藝春秋、1996年 / 新潮文庫、2001年）
- 『極秘捜査 ―警察・自衛隊の「対オウム事件ファイル」―』 （文藝春秋、1997年 / 文春文庫、2000年）
- 『宣戦布告』 （講談社【上・下】、1998年 / 講談社文庫【上・下】、2001年）
- 『戦慄 ―昭和・平成裏面史の光芒―』 （新潮社、1999年）
  - 【加筆・改題】『封印されていた文書（ドシエ） 昭和・平成裏面史の光芒part1』 （新潮文庫、2002年）
- 『ZERO』 （幻冬舎【上・下】、2001年 / 幻冬舎文庫【上・中・下】、2003年）
- 『消されかけたファイル　昭和・平成裏面史の光芒part2』 （新潮文庫、2002年）
- 『38℃ 北京SARS医療チーム「生と死」の100日』 （新潮社、2004年）
- 『ケース・オフィサー』 （扶桑社【上・下】、2004年 / 幻冬舎文庫【上・下】、2009年）
- 『瀕死のライオン』 （幻冬舎【上・下】、2006年 / 幻冬舎文庫【上・下】、2010年）
- 『エスピオナージ』 （幻冬舎、2007年 / 幻冬舎文庫、2013年）
- 『特命』 （幻冬舎、2008年）
- 『ショットバー』 （幻冬舎、2009年）
- 『外事警察』 （日本放送出版協会、2009年 / 幻冬舎文庫、2012年）
- 『奪還』 （講談社、2010年 / 講談社文庫、2013年）
- 『前へ!――東日本大震災と戦った無名戦士たちの記録』 （新潮社、2011年 / 新潮文庫、2014年）
- 『外事警察 CODE:ジャスミン』 （日本放送出版協会、2011年 / 幻冬舎文庫、2014年)
- 『女性外交官・ロシア特命担当 SARA』（幻冬舎、2016年）
- 『アンダーカバー ―秘録・公安調査庁―』（幻冬舎、2018年3月）
- 『観月』 （文藝春秋、2020年）
- 『トツ！』 （幻冬舎、2020年 / 幻冬舎文庫、2022年）
- 『QUEEN スカイマーシャル 兼清涼真』（角川春樹事務所、2021年）
- 『SPはなぜYを撃たなかったか《緊急特集 テロルの総決算》』 （文藝春秋、2022年）
- 『リアル』 （角川春樹事務所、2024年）
- 『ピースキーパー SST 海上保安庁特殊部隊』 （幻冬舎、2024年）

文庫版はすべて、単行本版に加筆修正を行っており、内容は異なる点が多い。

## 映像化
- 映画『宣戦布告』（2002年、東映）
- テレビドラマ『外事警察』（2009年、NHK） - 『外事警察』が原案。
- 映画『外事警察 その男に騙されるな』（2012年、東映 / S・D・P） - 『外事警察 CODE：ジャスミン』が原案。